# Stepanavan
Stepanavan (Armeens: Ստեփանավան) is een stad in Armenië. Deze stad ligt in de marzer (provincie) Lori.
De stad ligt 139 kilometer ten noorden van de hoofdstad Jerevan en 24 kilometer ten noorden van de hoofdstad van de provincie Vanadzor, in het midden van de Jerevan-Tbilisi snelweg.
Abovjan · Agarak · Achtala · Alaverdi · Aparan · Ararat · Armavir · Artasjat · Artik · Artsvasjen · Asjtarak · Berd · Bjoeregavan · Dastakert · Darakert · Dilidzjan · Dzjermoek · Etsjmiadzin · Gavar · Goris · Gjoemri · Hrazdan · Idzjevan · Jechegnadzor · Jegvard · Kadzjaran · Kapan · Maralik · Martoeni · Masis · Megri · Metsamor · Nojemberjan · Nor Hatsjen · Odzoen · Sevan · Sisian · Sjamloeg · Spitak · Stepanavan · Talin · Tasjir · Toemanjan · Tsachkadzor · Tsjambarak · Tsjarentsavan · Vajk · Vanadzor · Vardenis · Vedi · Jerevan